# Eugenia armeniaca
Eugenia armeniaca là một loài thực vật có hoa trong Họ Đào kim nương. Loài này được Sagot mô tả khoa học đầu tiên năm 1885.